# Hymenoplia arragonica
Hymenoplia arragonica är en skalbaggsart som beskrevs av Escalera 1927. Hymenoplia arragonica ingår i släktet Hymenoplia och familjen Melolonthidae. Inga underarter finns listade i Catalogue of Life.